# Olympia (Paříž)

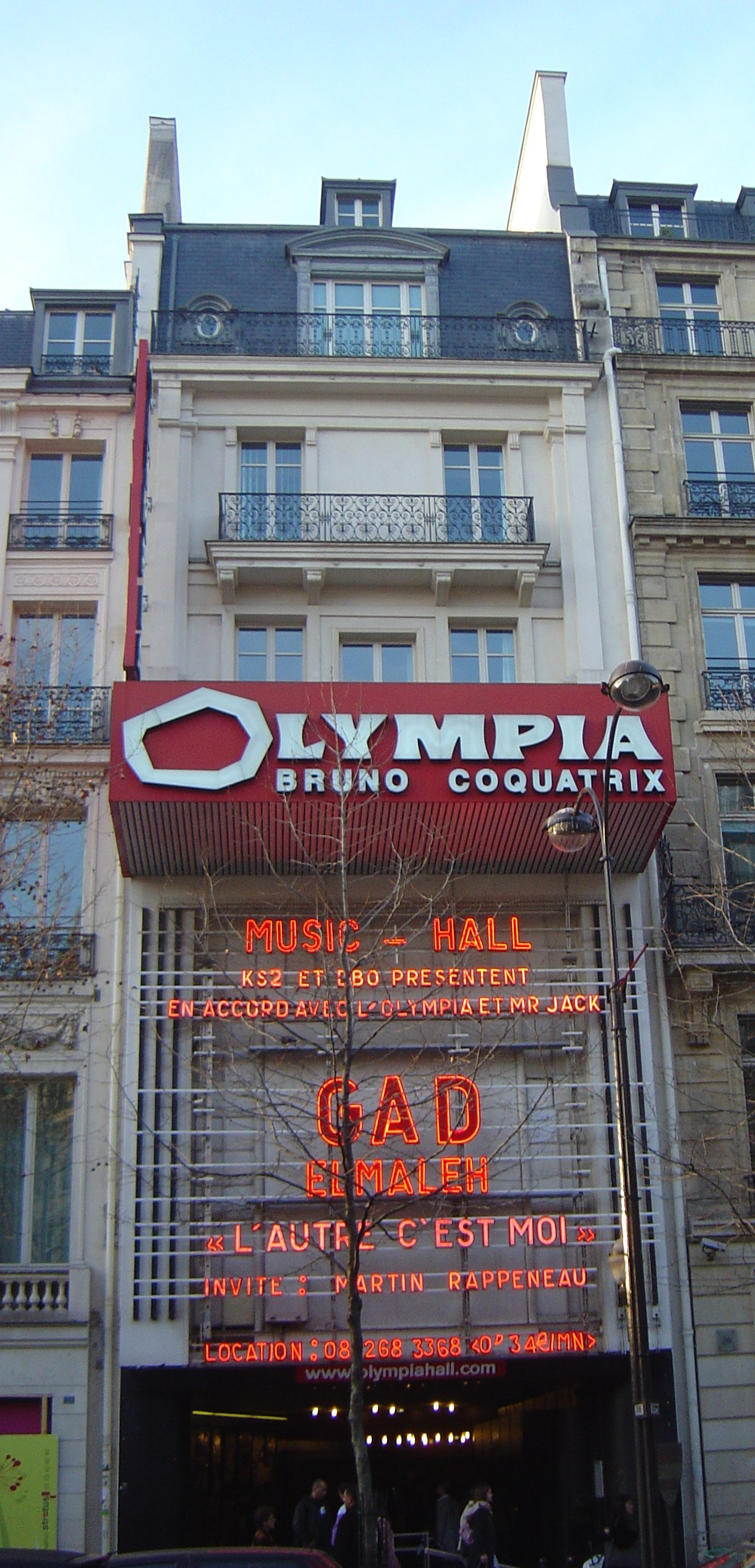
Vstup do Olympie

Olympia je koncertní sál v Paříži na Boulevardu des Capucines v 9. obvodu. Je nejstarším podnikem tohoto druhu ve městě, který dodnes funguje. Sál má kapacitu 1772–1996 míst.

## Historie
V roce 1888 Joseph Oller (zakladatel zábavního podniku Moulin Rouge) začal na Boulevardu des Capucines provozovat horskou dráhu. Po zákazu této činnosti z bezpečnostních důvodů (dráha byla dřevěná a úřady se obávaly požáru) otevřel v domě č. 28 dne 12. dubna 1889 koncertní sál pod názvem Olympia.
Podnik se stal brzy populární a vystupovali zde významní umělci té doby jako La Goulue, Mistinguett, Marie Dubas, Fréhel, Josephine Baker, Damia nebo Yvonne Printemps. Kromě hudby a zpěvu se zde konalo i množství dalších představení, jako akrobacie, balet nebo opereta. Ale když doba velkých hvězd pominula, byl sál v roce 1929 přeměněn na ziskovější kino.
Po druhé světové válce převzal Olympii ředitel Bruno Coquatrix a v roce 1952 ji obnovil pro koncerty. Kino zůstalo součástí až do roku 1987. První představení se konalo v únoru 1954. Při této příležitosti vystoupil Gilbert Bécaud, tehdy ještě jako předzpěvák Lucienna Delyla.
O 40 let později hrozila objektu demolice, neboť na jeho místě měl vzniknout parkovací dům. Avšak 7. ledna 1993 byla stavba prohlášena historickou památkou. Následně byly během dvouleté stavební činnosti obnovena fasáda a interiér zdobený tradičně do červena.

## Umělci v Olympii
Během poválečné existence zde vystoupilo mnoho francouzských, ale i zahraničních umělců: Charles Aznavour, Gilbert Bécaud, Jacques Brel, Georges Brassens, Dalida, France Gall, Garou, Juliette Gréco, Johnny Hallyday, Mireille Mathieu, Édith Piaf nebo Michel Sardou. Ze zahraničních umělců to byli např. Louis Armstrong, David Bowie, James Brown, Jeff Buckley, Ray Charles, Petula Clark, Alice Cooper, Céline Dion, Bob Dylan, Judy Garlandová, Bill Haley, Jimi Hendrix, Julio Iglesias, Mahalia Jackson, Quincy Jones, Janis Joplin, Diana Krall, Scorpions, Van Morrison, Roy Orbison, Luciano Pavarotti, Otis Redding, Frank Sinatra, Manu Chao, Mika, David Gilmour a také skupiny Beatles, několikrát i Jethro Tull a Rolling Stones.
Z českých umělců zde koncertovaly např. Hana Hegerová, Helena Vondráčková, Marta Kubišová,  Waldemar Matuška  nebo Věra Gondolánová.